# Gavino Rotor
Gavino B. Rotor (* 26. März 1917 in Manila; † 8. März 2005 in Signal Mountain, Tennessee) war ein Orchideenforscher. 1949 entdeckte er die Meristemvermehrung bei Orchideen.

## Leben
Rotor wurde am 26. März 1917 in Manila geboren und studierte an der University of the Philippines und schloss das Studium 1937 mit dem Bachelortitel ab. Er wechselte an die Cornell University, wo er seinen Mastertitel erhielt und 1952 promovierte. Dort kam er auch in Kontakt zu dem bekannten Orchideenforscher Lewis Knudson. Gavino Rotor verstarb am 8. März 2005 fast drei Wochen vor seinem 88. Geburtstag in Signal Mountain, Tennessee.

## Orchideen
Der Titel von Rotors Doktorarbeit ist Daylength and temperature in relation to growth and flowering of orchids. Unser heutiges Verständnis, was die Blütenbildung bei Orchideen initiiert (Photoperiodismus und Vernalisation), geht auf diese Arbeit zurück.
Im Jahr 1949 führte er die erste Meristemvermehrung bei einer Orchidee der Gattung Phalaenopsis durch. Hierzu teilte er den Blütenstand in Segmente. Dieses Experiment war beeinflusst durch einen Vortrag von Lewis Knudson, dessen Nährlösung er auch verwendete (Knudson’s C). Von den 65 Knospen seiner Kultur scheiterten nur 7. Alle anderen bildeten Blätter und Wurzeln.
Die Entdeckung der Meristemvermehrung bei Orchideen wird in der Hobbyliteratur oft Georges Morel zugeschrieben. Dessen Experimente fanden aber erst 1960 statt. Die heutige millionenfache Vermehrung von Orchideen geschieht meistens in vitro mit Meristemvermehrung.